# Spicomellus afer
Spicomellus afer es la única especie conocida del género extinto Spicomellus ("collar de espinas") de dinosaurio anquilosaurio que vivió a mediados del período Jurásico  entre el Bathoniense y el Calloviense hace aproximadamente desde 168 a 164 millones de años en lo que es hoy África. El tipo y la única especie conocida es Spicomellus afer, nombrado y descrito en 2021.

## Descripción
A pesar de ser un  anquilosaurio basal, las espinas dermales preservadas del holotipo se habían fusionado con el hueso. Debido a la fusión de las espinas dorsales al hueso en vez de ser sujetadas a tejido muscular como en los demás anquilosaurio, este carácter probablemente le hubiese causado dificultades a Spicomellus al moverse.
Aunque su medida exacta es desconocida,  probablemente sea comparable en medida a otros anquilosaurios del Jurásico Medio, como Sarcolestes y Tianchiasaurus. Esto sitúa a las mejores estimaciones de longitud para Spicomellus en no más de 3 metros para un adulto totalmente desarrollado.

## Descubrimiento e investigación
No se sabe cuándo el espécimen de holotipo, NHMUK PV R37412, fue descubierto, pero se sabe que el Museo de Historia Natural lo adquirió de un comerciante de fósiles, Moussa Direct, con base en Cambridge, Reino Unido en 2019. El holotipo de Spicomellus afer consta de una costilla única con forma de T con cuatro espinas co-osificadas. Esto es una característica única a Spicomellus y es desconocida en cualquier otro vertebrado. Sus restos se encontraron en la tercera subunidad del Grupo El Mers, datado del Jurásico medio, cerca de Boulahfa, al sur de Boulemane, Fès-Meknès, Marruecos, que formara parte del supercontinente de Gondwana durante el Mesozoico. El nombre del género deriva del latín 'spica' que significa "espina", y 'mellum' que se refiere a los collares de perros, mientras que el nombre de la especie 'afer' significa "africano".
Susannah Maidment creyó en principio que el fósil era una falsificación, pero tras realizar un escaneo computarizado al fósil, ella llegó a la conclusión que era un fósil genuino,  Spicomellus afer fue descrito por Maidment et al., el 23 de septiembre de 2021 en un artículo publicado en línea en la revista paleontológica Nature Ecology & Evolution. También se realizó al holotipo un corte de sección histológica para averiguar de qué se trataba, concluyendo que era un anquilosaurio.
La información sobre la ubicación del yacimiento del fósil fue aportada por ¨Direct¨ y confirmado a través de un diálogo con el comerciante de fósil marroquí quién lo vendió. La localidad fue visitada por S.C.R.M. Y D.O. En 2019 y 2020, respectivamente, para estudiar la sedimentología y estratigrafía del área. Encontraron que la formación constaba de sedimentos marinos superficiales y continentales, compuesta de una mezcla clástica, evaporítica y sedimentos de carbonato.

## Clasificación
Al principio, Susannah Maidment se cuestionaba si Spicomellus era un estegosaurio o un anquilosaurio, pero Maidment et al. (2021) confirmaron que Spicomellus es un  anquilosaurio basal. Probablemente tuvo una estrecha relación a los únicos otros anquilosaurios conocido de la época, Sarcolestes y Tianchisaurus géneros provenientes del Reino Unido y China, respectivamente.
Durante el Jurásico, los dinosaurios eurípodos, en particular los estegosaurios, eran diversos y abundantes en Laurasia, los actuales continentes del norte, pero sus restos son extremadamente raros en depósitos de Gondwana, los actuales continentes del sur. No obstante, la existencia de restos fragmentarios y huellas en los depósitos de Gondwana indican la presencia de eurípodos. Spicomellus es el segundo taxón eurípodo descrito de África del Norte, después de Adratiklit, y el anquilosaurio más antiguo conocido del mundo, con la excepción posible de un tireóforo sin nombre de la Isla de Skye, Escocia que podría ser hasta 2 millones de años más antiguo que Spicomellus, aunque es todavía desconocido si esta especie más antigua era un estegosaurio o un anquilosaurio. El holotipo, NHMUK PV R37412, se aloja en el Museo de Historia Natural de Londres.

## Paleoecología
Spicomellus sólo se conoce de la Formación El Mers III del Grupo El Mers. Convivía con el saurópodo Cetiosaurus mogrebiensis (tal vez sinónimo  de Atlasaurus, procedente de la contemporánea formación terrestre Guettioua) y el estegosaurio Adratiklit, ramoneando plantas bajas y raíces y tubérculos. Los depredadores del ecosistema consisten en terópodos indeterminados, posiblemente megalosáuridos.
El descubrimiento de Spicomellus también muestra que los dos grupos de tireóforos, Ankylosauria y Stegosauria, coexistieron durante más de 20 millones de años, implicando que la extinción de los estegosaurios ocurrió por otras razones, todavía desconocidas, contradiciendo la creencia tradicional sobre su desplazamiento a manos de lo anquilosaurios.